# Mikito Tachizaki
Mikito Tachizaki (jap. 立崎 幹人, Tachizaki Mikito; * 17. Mai 1988) ist ein japanischer Biathlet und Skilangläufer.

## Karriere
Mikito Tachizaki war zunächst Skilangläufer. Seine ersten internationalen Rennen bestritt er seit Dezember 2006 im Far East Cup und in FIS-Rennen. In der Far-East-Cup-Gesamtwertung der Saison 2006/07 belegte er den 14. Platz. Erster Höhepunkt wurde die Teilnahme an der Winter-Universiade 2009 in Yabuli, wo er 30. im Rennen über 10 Kilometer Freistil, 30. im Freistil-Sprint, 19. in der Verfolgung und 14. über 30 Kilometer Klassisch wurde. Im Staffelrennen gewann er mit Kōhei Shimizu, Masaya Kimura und Keishin Yoshida hinter Russland und vor Tschechien die Silbermedaille. Nach weiteren Einsätzen in Far East Cup und FIS-Rennen, ohne dabei herausragende Ergebnisse zu zeigen, nahm er 2011 in Erzurum und Kandilli nochmals an der Winter-Universiade teil, bei der der Japaner 21. über 10 Kilometer Klassisch und der Verfolgung, 12. im Freistil-Sprint und 20. im 30-Kilometer-Freistil-Massenstartrennen wurde. Zur folgenden Saison wechselte er zum Biathlonsport.
Tachizaki bestritt seine ersten internationalen Biathlonrennen zum Auftakt der Saison 2011/12 im IBU-Cup, wo er in Östersund in seinem ersten Sprintrennen 95. wurde. Sein bislang bestes Resultat erreichte er im weiteren Saisonverlauf als 55. eines Sprints in Ridnaun. Höhepunkt der Saison und erste internationale Meisterschaften wurden die Weltmeisterschaften 2012 in Ruhpolding. Tachizaki kam hier einzig im Sprint zum Einsatz und belegte den 92. Platz.

## Statistiken

### Weltcupplatzierungen
Die Tabelle zeigt alle Platzierungen (je nach Austragungsjahr einschließlich Olympische Spiele und Weltmeisterschaften).
- 1.–3. Platz: Anzahl der Podiumsplatzierungen
- Top 10: Anzahl der Platzierungen unter den ersten zehn (einschließlich Podium)
- Punkteränge: Anzahl der Platzierungen innerhalb der Punkteränge (einschließlich Podium und Top 10)
- Starts: Anzahl gelaufener Rennen in der jeweiligen Disziplin
- Staffel: inklusive Mixed- und Single-Mixed-Staffeln

| Platzierung            | Einzel | Sprint | Verfolgung | Massenstart | Staffel | Gesamt |
| ---------------------- | ------ | ------ | ---------- | ----------- | ------- | ------ |
| 1. Platz               |        |        |            |             |         |        |
| 2. Platz               |        |        |            |             |         |        |
| 3. Platz               |        |        |            |             |         |        |
| Top 10                 |        |        |            |             | 7       | 7      |
| Punkteränge            | 2      | 3      | 1          |             | 73      | 79     |
| Starts                 | 24     | 71     | 10         |             | 73      | 178    |
| Stand: 31. Januar 2025 |        |        |            |             |         |        |

### Olympische Winterspiele
Ergebnisse bei Olympischen Winterspielen:
|                                             | Einzelwettbewerbe | Einzelwettbewerbe | Einzelwettbewerbe | Einzelwettbewerbe | Staffelwettbewerbe | Staffelwettbewerbe |
| Sprint                                      | Verfolgung        | Einzel            | Massenstart       | Herrenstaffel     | Mixedstaffel       |                    |
| ------------------------------------------- | ----------------- | ----------------- | ----------------- | ----------------- | ------------------ | ------------------ |
| Olympische Winterspiele 2018 \| Pyeongchang | 84.               | –                 | 64.               | –                 | –                  | –                  |